# 山内みな
山内 みな（やまのうち みな、1900年〈明治33年〉11月8日 - 1990年〈平成2年〉10月21日）は、日本の社会運動家。東京モスリン工場での過酷な労働と、同社の大規模争議を機に、労働運動や婦人運動へ経て、新婦人協会の創立や労働争議の指導に参加した。また社会運動家として日本労働総同盟大阪連合会婦人部副部長、関東婦人連盟執行委員など歴任した。宮城県本吉郡歌津村（後の歌津町）出身、旧姓は橘。自著に『山内みな自伝』がある。

## 経歴
小学校卒業後の1913年（大正2年）、東京モスリンの募集を知り、「寄宿舎があり、仕事は楽、学校へも行ける」と聞かされ、親の反対を振り切って上京した。しかし労働内容は12時間立ちづくめ、食事も貧相で、過酷な環境であった。
1914年（大正3年）6月、工員の大量解雇に対してストライキが起きた。みなにとっては初めてのストライキ体験であった。当時は労働組合はなく、会社側は労働者団体である友愛会のみ交渉に応じたため、みなは友愛会を味方と知り、活動に参加した。
同1914年、友愛会に婦人部が設立された。1917年（大正6年）、友愛会の創立5周年大会で、代議員として初めて演説した。みなはこの演説で女工の実態について語り、「私は社会のために働く」と宣言した。実際には事前に懸命に書いた原稿を、演説の場では大衆を前にして完全に忘れてしまったというが、観衆からは拍手が巻き起こり、翌日の『萬朝報』では「資本主義の圧迫から免れたい、そして社会の人としての待遇を得たいと女労働者は絶叫した」と報じられた。
この演説は、市川房枝、平塚らいてう、奥むめおといった婦人運動家たちとの出会いのきっかけとなった。1919年（大正8年）10月には国際労働機関のワシントンでの第1回会議に際して、市川房枝により労働者代表に推薦されたが、日本労働総同盟の反対に遭って辞退した。

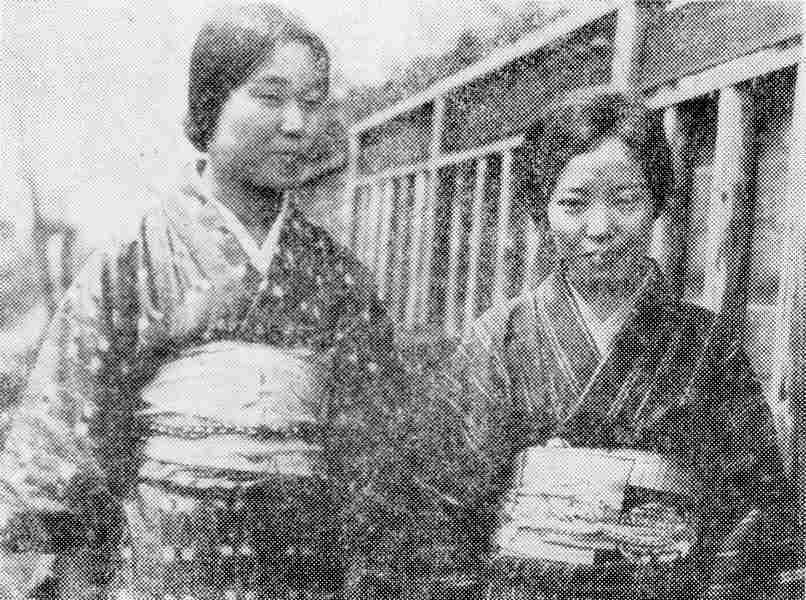
向かって右、25歳当時の山内みな。左は平林たい子。

労働運動で著名となったため、会社からは人員整理で解雇された。その後は学校に通いながら、市川ら新婦人協会の書記を務めて、会の運営を手伝った。さらに山川均夫妻の元での勉強を経て、1922年に『労働週報』の編集部に勤めた。1925年、総同盟の分裂後、左派の日本労働組合評議会で活躍した。
翌1928年（昭和3年）に、左翼団体へ圧力がかかった。みなは運動の混乱下で結婚、夫の家のある大阪に移り、一時、運動の第一線から退いた。戦中と戦後を経て、疎開先で洋裁店を営みつつ、政治運動を再開した。1946年（昭和21年）と1947年（22年）には衆議院選挙に出馬し、「労働者の国を作る」と唱えたが、落選した。
1950年（昭和25年）には上京。洋裁店を続ける傍らで、「婦人運動には住民と一緒の活動が必要」との考えから住民組織に参加して、ごみ処理場建設運動や、街の美化、街灯の設置など、身近な問題に取り組んだ。1954年（昭和29年）のキャッスル作戦（ビキニ環礁での核実験）後は、原水爆禁止運動にも関わった。1990年（平成2年）10月21日、89歳で死去した。
女工から始まり、十代にして労働運動に身を投じたその生涯は、社会運動史そのものとの声もあり、1975年（昭和50年）に発行した自伝『山内みな自伝』は、「山内みなと共に同時代を生き、働き、共に戦った有名・無名の何万もの女性たちの歴史」とも評価されている。
没後の1996年（平成8年）9月、記録映画作家の羽田澄子による映画『女たちの証言』が公開され、丹野セツや福永操ら、昭和期の社会運動家たちと共に、当時の過酷な生涯が取り上げられた。